# Meilland
Meilland  es un negocio familiar de horticultura francés fundado en 1850. La empresa se define como un "creador-productor de rosas."

## Historia
Transformada en Meilland International, es una de las más importantes sociedades de cartera de horticultura en el mundo, con su centro de investigación en el campo de Saint-André en Cannet-des-Maures de Luc del Var, y otros viveros y jardines de ensayo por todo el mundo.
Su filial francesa Meilland-Richardier desarrolla y cultiva las rosas en sus jardines de selecciones para los mercados de Europa, así como árboles frutales (manzana, cereza) o arbustos y plantas decorativas. En los Estados Unidos, la comercialización se maneja bajo la bandera Star Roses, una empresa conjunta con la compañía Conard-Pyle Co (establecida en California). El holding controla varias decenas de sociedades hortícolas en el mundo responsables de la hibridación, la selección, el cultivo, la venta y la protección de las especies desarrolladas o seleccionadas entre las especies del grupo.

## Antoine Meilland
Después de la Primera Guerra Mundial, desarrolló su vivero a la vanguardia de las rosas de comercio. Luego firmó un contrato con la empresa Conard-Pyle Cocon sede en West Grove, Pennsylvania para la comercialización de variedades de rosas Meilland en los Estados Unidos. La rosa 'Golden State', llamado así para conmemorar su visita a California, ganó el concurso de la medalla de oro Bagatelle en Francia y del International Rose Test Garden en Portland en Oregón (Estados Unidos).

## Francis Meilland
El hijo de Antoine, Francis Meilland (1912-1958), hace un catálogo en colores. En 1945, Francis Meilland crea una de las más famosas y, probablemente, una de las rosas más vendidas en el mundo: 'Madame Antoine Meilland' (o 'Peace' en los países anglófonos). También crea en 1954 el híbrido de té 'Baccara', cuyo rojo intenso es famoso en todo el mundo con más de veinticinco millones de copias vendidas.

## Marie-Louise (Louisette) Meilland

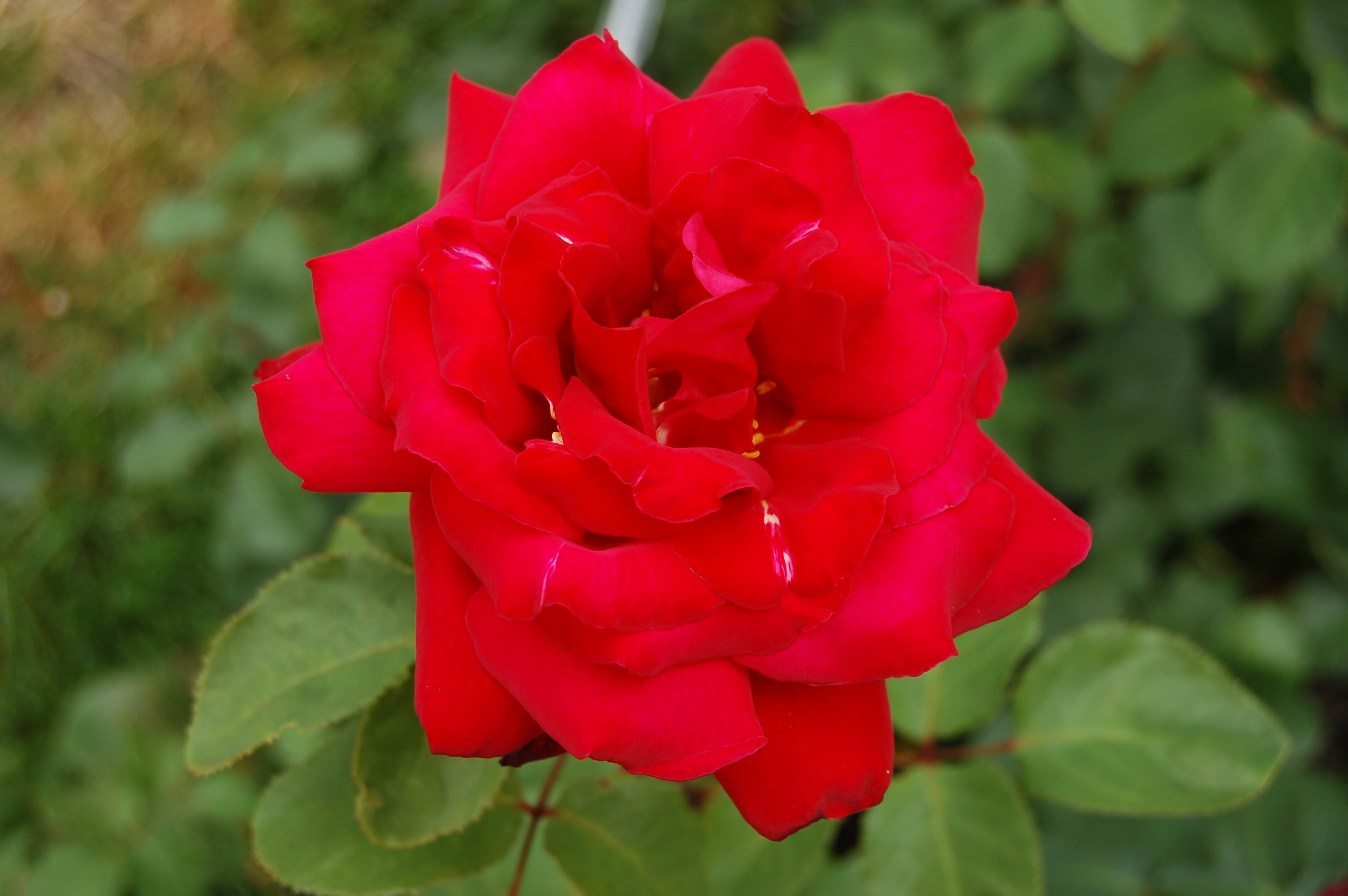
La rosa 'Hidalgo' es una variedad específica de rosa cultivada en el hemisferio norte durante julio. Pertenece al Rosarium Uetersen y es producida por Meilland International SA.

Nacida Louisette Meilland (1920-1987) hija de Francis y como Marie Louise Paolino (nombre de casada), de acuerdo con el "U.S. Patent abstract". Se casó con el también hibridador de rosas de la casa, de origen italiano Francesco Giacomo Paolino. Fue una prolífica hibridadora de rosas en la casa Meilland suyas son las creaciones 'La Sevillana' 1978, 'Hidalgo' 1979, 'Princess de Monaco' 1981. Desde 1978 colaboró con ella Jacques Mouchotte.

## Alain Meilland
Alain Meilland actualmente dirige la empresa, y viveros, que cubren unas 600 hectáreas en Francia, Marruecos, España, los Países Bajos y Estados Unidos. En California produce más de 12 millones de rosales al año. El cultivar 'The McCartney Rose', nombrado en honor de Paul McCartney debe su fama a la suave fragancia, de una gran calidad, que emite. Las rosas 'Pierre de Ronsard', 'Éric Tabarly', 'Lolita Lempicka' e 'Yves Piaget' son algunas de las novedades más destacadas.

## Algunas creaciones de Meilland
Meilland es el único criador de rosas en recibir cuatro "rosa favorita del mundo" respectivamente en 1976, 1998, 2003 y 2006.

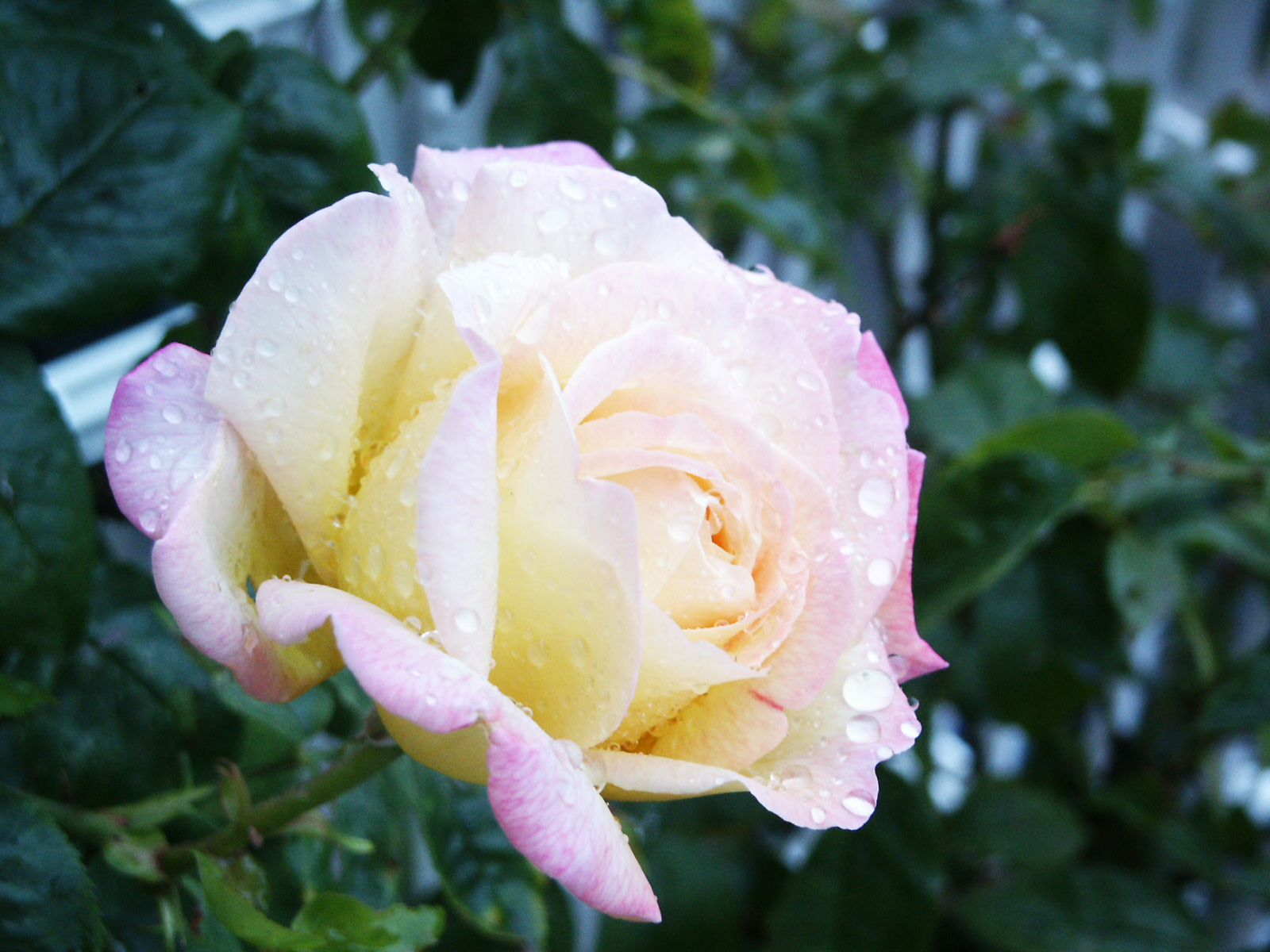
'Mme A. Meilland' (Peace)
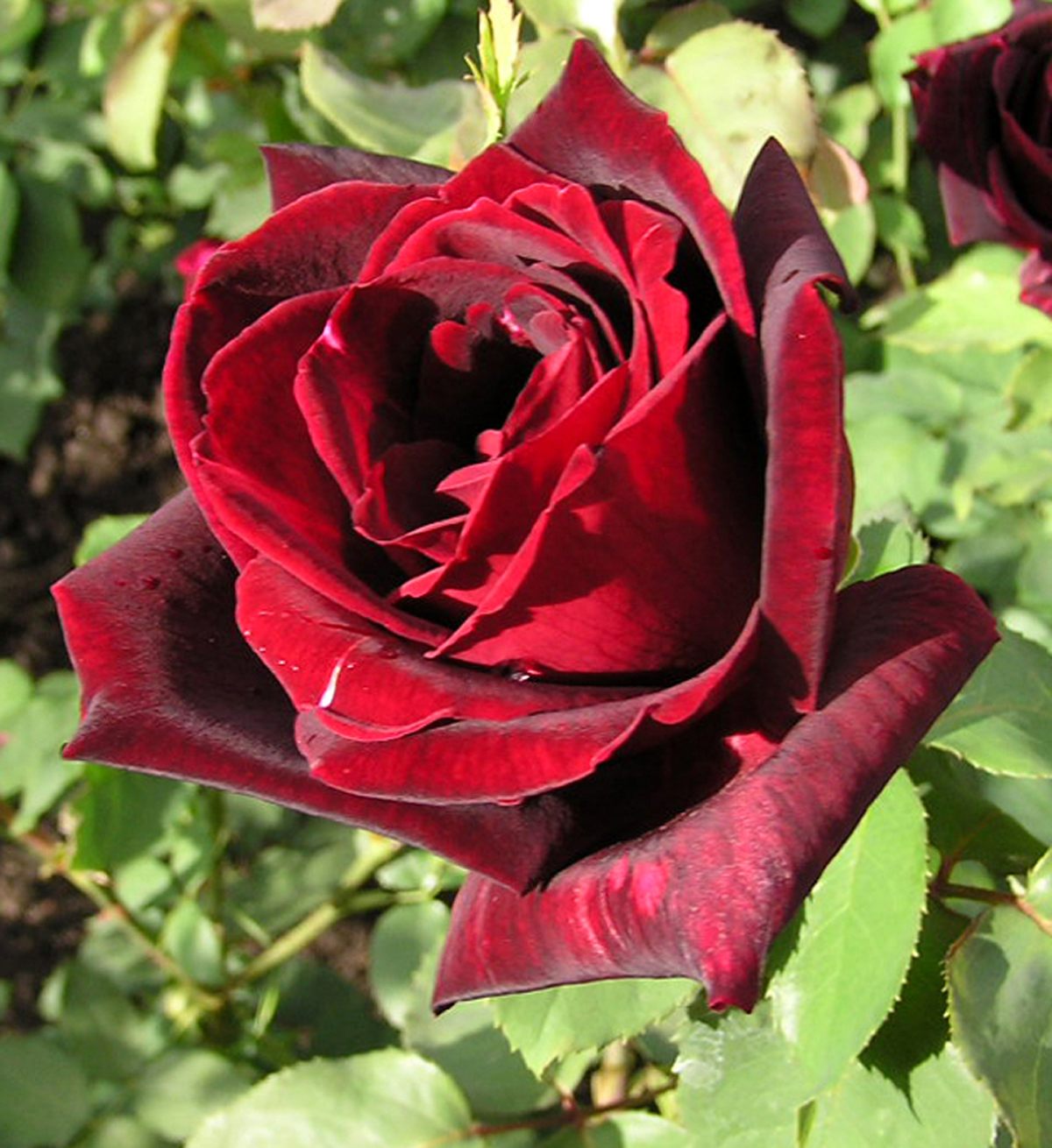
'Papa Meilland'
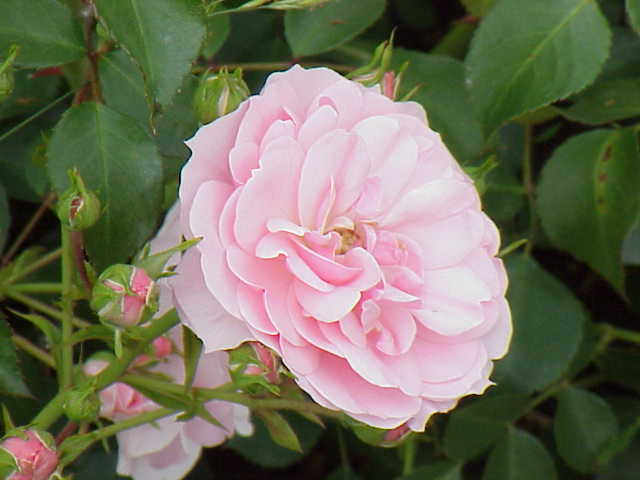
'Bonica 82'
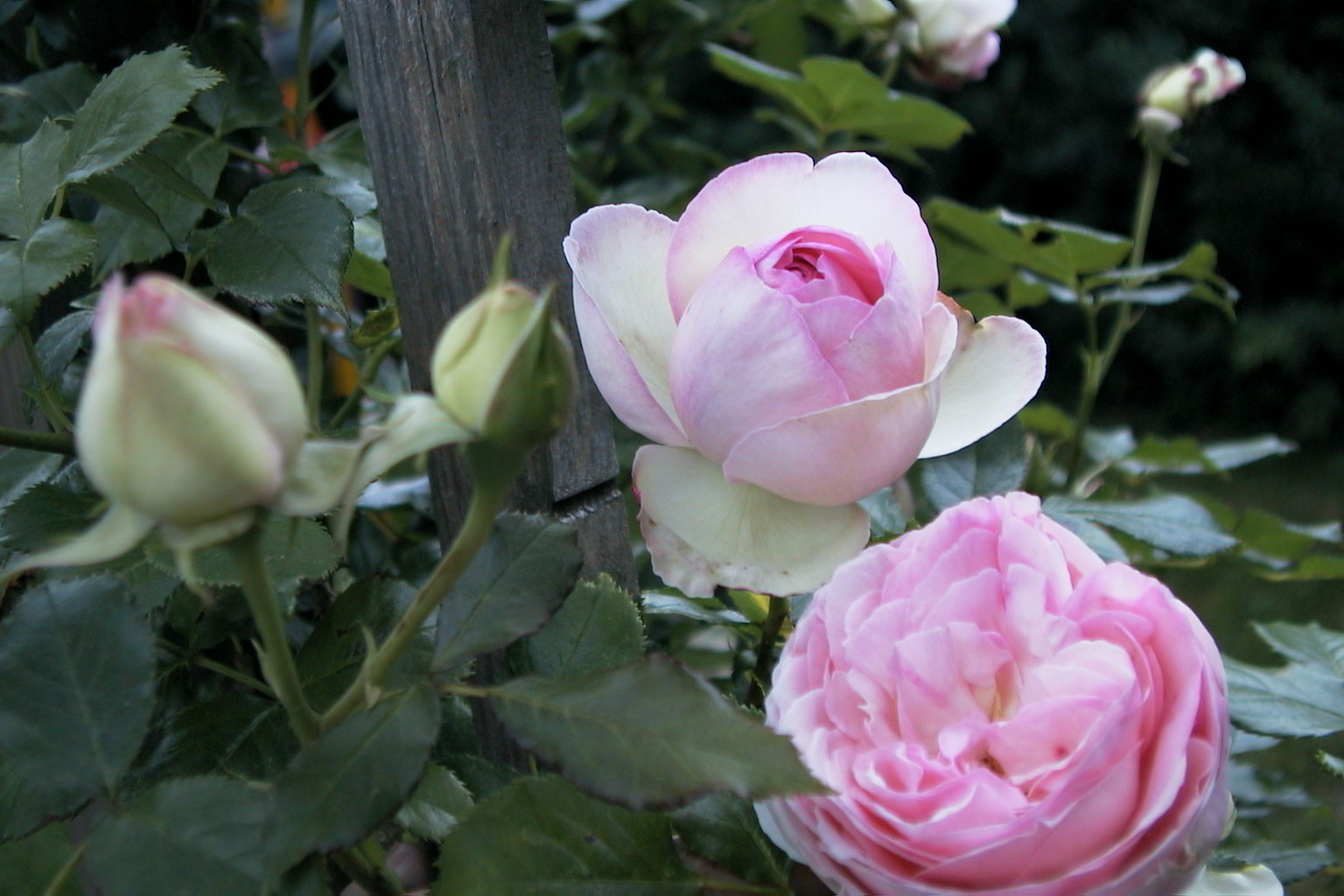
'Pierre de Ronsard'